# Lorenz Fries
Lorenz Fries (Bad Mergentheim, 24 giugno 1489 – Würzburg, 5 dicembre 1550) fu consigliere del principe-vescovo e crittografo ed è considerato uno dei più importanti storici del XVI secolo.

## Biografia

Arma di Lorenz Fries

### Ascesa alla presidenza della cancelleria del principato di Würzburg
Lorenz Fries crebbe in un'agiata famiglia borghese, frequentò la scuola di latino a Mergentheim e studiò a Lipsia, Vienna e Wittenberg.
Dopo che ebbe raggiunto a Lipsia il grado accademico di Magister, cominciò a lavorare inizialmente presso la cancelleria dell'Alta Corte di Würzburg e da segretario del principe-vescovo salì alla posizione di Consigliere di Corte e Presidente della Cancelleria dei tre principi-vescovi Corrado II di Thüngen, Corrado III di Bibra e Melchiorre Zobel di Giebelstadt.

### Influenza sugli affari di Stato
In queste funzioni egli rappresentò gl'interessi di Würzburg anche come diplomatico presso la corte dell'imperatore Carlo V ed in altre missioni diplomatiche. Così egli condusse a vantaggio di Würzburg le trattative per la "Tassa sul pericolo ottomano" a Praga e Vienna.

### Storico ed archivista
Come presidente della Cancelleria egli era responsabile degli archivi del Principato. Egli intese collegare i suoi compiti di diplomatico ed archivista con la sua personale attività di storico e cronista del suo tempo.
Come storico realizzò opere di alto livello letterario. Le sue opere principali sulla guerra dei contadini tedeschi e sul Principato di Würzburg, che sono fonti di alto valore storico, non poterono essere pubblicate durante la sua vita.
Le pubblicazioni comparvero il libreria solo nel XVIII secolo. La sua Cronaca del Vescovado di Würzburg è disponibile in una moderna e scientifica edizione dal 2005. Il suo importante Manuale dell'amministrazione del vescovato, la cosiddetta Hohe Registratur, attende sempre la pubblicazione.

## Opere scelte
- Die Würzburger Bischofs-Chronik.

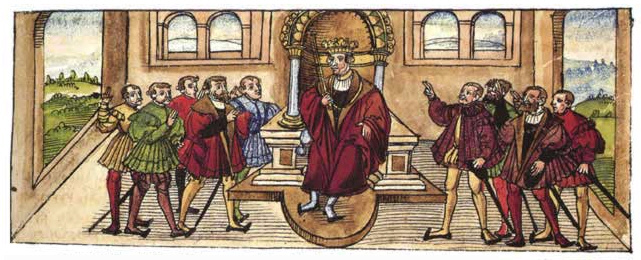
Enrico VII si fa consacrare re a Würzburg (Illustrazione da Echter-Chronik)

- Die Geschichte des Bauernkriegs in Ostfranken.

## Fonti
- (DE)  Ulrich Wagner und Walter Ziegler (Hg.), Lorenz Fries. Chronik der Bischöfe von Würzburg 742-1495, 6 Bände (Fontes Herbipolenses. Editionen und Studien aus dem Stadtarchiv Würzburg I-VI), Würzburg 1992-2004.
- (DE)  Schäffler, August/Henner, Theodor (Bearb.), Die Geschichte des Bauern-Krieges in Ostfranken von Magister Lorenz Fries, 2 Bände, 1883.